# エリトリア科学技術大学
エリトリア科学技術大学(またはエリトリア工科大学；Eritrea Institute of Technology、別名Mai-Nefhi College)はエリトリアのマイ・ネフヒに所在する大学で、2003年のアスマラ大学解体の際に分離した単科大学。

## 概要
政府によって前身であるアスマラ大学が2003年に解体し、いくつかの単科大学に分離した一つがエリトリア科学技術大学である。この解体よって各大学はエリトリア郊外へ分散し、エリトリア科学技術大学もアスマラから12km南西のマイ・ネフヒに設置された。